# Elettrolita allo stato solido

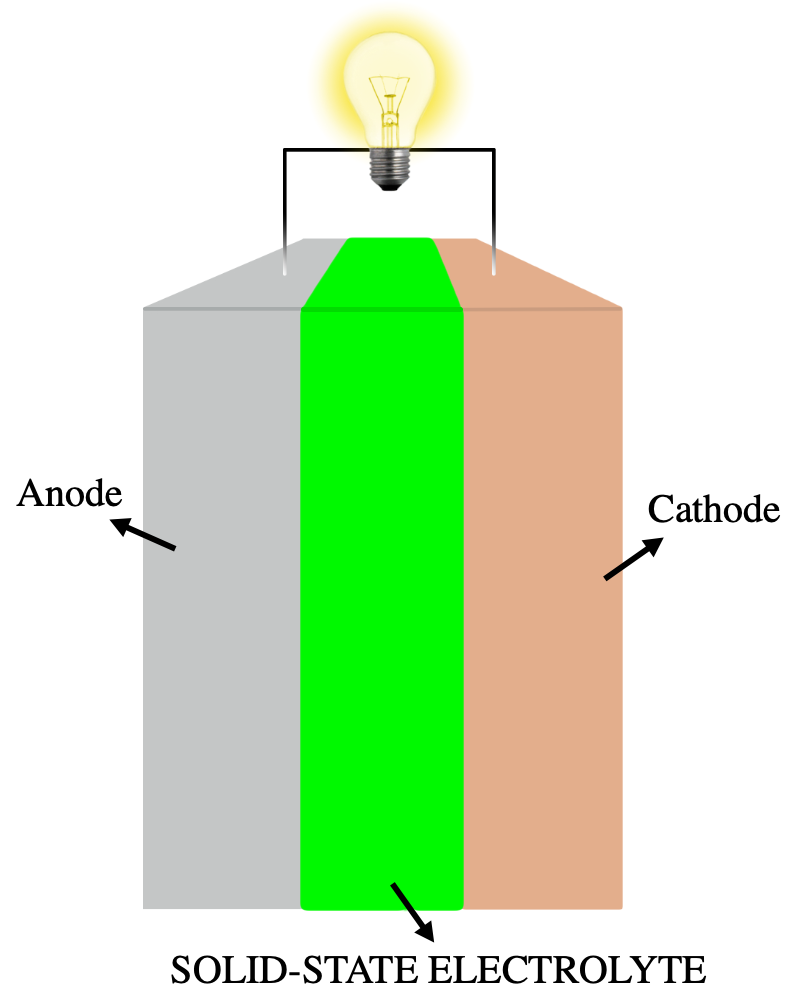
Batteria allo stato solido con elettrolita allo stato solido tra i due elettrodi.

Un elettrolita allo stato solido è un elettrolita che conduce ioni allo stato solido ed è il componente caratteristico dell'accumulatore allo stato solido. Sono utili in applicazioni per lo stoccaggio di energia elettrica in sostituzione degli elettroliti liquidi attuali, in particolare in batteria agli ioni di litio. I principali vantaggi sono la maggiore sicurezza, nessun problema di perdite di liquidi organici tossici, bassa infiammabilità, non volatilità, stabilità meccanica e termica, facile processabilità, bassa auto-scarica, maggiore densità di potenza raggiungibile e ciclabilità. Ciò rende possibile, ad esempio, l'implementazione di un anodo di litio metallico in un dispositivo, senza i limiti intrinseci di un elettrolita liquido. L'utilizzo di un anodo ad alta capacità e un basso potenziale di riduzione, come il litio con una capacità specifica di 3860 mAh g−1 e un potenziale di -3,04 V vs SHE, in sostituzione della tradizionale grafite a bassa capacità (372 mAh g−1) è il primo passo nella realizzazione di una batteria ricaricabile più leggera, sottile ed economica. Inoltre, ciò consente di raggiungere densità di energia gravimetrica e volumetrica abbastanza elevate da raggiungere l'obiettivo ambizioso di 500 miglia per singola carica in un veicolo elettrico. Nonostante i promettenti vantaggi, ci sono ancora alcune limitazioni che ostacolano la transizione degli elettroliti allo stato solido ad una produzione su larga scala, tuttavia è prevista l'integrazione di questi sistemi in dispositivi commercializzabili e molti OEM di automobili (Toyota, BMW, Honda, Hyundai) si aspettano di commercializzare veicoli completamente elettrici accumulatore allo stato solido entro il 2025.

## Storia
I primi elettroliti inorganici a stato solido sono stati scoperti da Michael Faraday nel XIX secolo, il solfuro d'argento (Ag2S) e il fluoruro di piombo (II) (PbF2). Il primo materiale polimerico in grado di condurre ioni allo stato solido fu scoperto negli anni '70 da V. Wright e l'importanza della scoperta fu riconosciuta all'inizio degli anni '80.
Tuttavia, permangono questioni ancora irrisolte al fine di comprendere appieno il funzionamento delle batterie allo stato solido, in particolare per il comportamento all'interfaccia con l'elettrodo. Negli ultimi anni la necessità di miglioramenti della sicurezza e delle prestazioni rispetto alla chimica agli ioni di litio sta rendendo le batterie a stato solido molto appetibili e sono ora considerate la tecnologia più incoraggiante per soddisfare la necessità di batterie elettriche a lunga durata per i veicoli elettrici del prossimo futuro.

## Proprietà
Per progettare un SSE con prestazioni ottimali, è necessario soddisfare diverse proprietà:
- Alta conducibilità ionica (almeno superiore a 10−4 S cm−1) che può essere misurata mediante analisi di impedenza elettrochimica (EIS);[14]
- Elevato numero di trasporto (il più vicino possibile a 1) che può essere misurato attraverso una combinazione di cronoamperometria (CA) ed analisi di EIS;[15]
- Ampia finestra di stabilità elettrochimica (ESW) (almeno 4-5 V) che può essere misurata mediante voltammetria a scansione lineare (LSV).[16]
- Elevata resistenza meccanica che può essere misurata attraverso una prova di trazione tradizionale;
- Elevata compatibilità con il materiale dell'elettrodo che può essere misurato mediante analisi di impedenza ripetute per più giorni consecutivi.[17]

## Categorie
Gli elettroliti allo stato solido hanno lo stesso ruolo di un elettrolita liquido tradizionale e sono classificati in elettrolita allo stato completamente solido ed elettroliti a stato quasi-solido (QSSE). Gli elettroliti allo stato completamente solido sono inoltre divisi in elettrolita solido inorganico (ISE), elettrolita solido polimerico (SPE) ed elettrolita polimerico composito (CPE). I QSSE sono chiamati anche elettroliti polimerici gel (GPE), e sono membrane che contengono una certa quantità di componente liquido immobilizzato all'interno della matrice solida. In generale, le nomenclature SPE e GPE sono usate in modo intercambiabile, ma hanno un meccanismo di conduzione ionica sostanzialmente diverso: gli SPE conducono ioni attraverso l'interazione con i gruppi sostituenti delle catene polimeriche mentre i GPE conducono ioni principalmente nel solvente.

### Elettrolita a stato completamente solido
Gli elettroliti allo stato completamente solido sono divisi in elettrolita solido inorganico (ISE), elettrolita solido polimerico (SPE) ed elettrolita polimerico composito (CPE). Sono solidi a temperatura ambiente e il trasporto ionico avviene allo stato solido. Il loro principale vantaggio è la completa rimozione di qualsiasi componente liquido, per una maggiore sicurezza del dispositivo complessivo. Il limite principale è la conducibilità ionica che tende ad essere molto più bassa rispetto a una controparte liquida.

#### Elettrolita solido inorganico (ISE)
L'elettrolita solido inorganico (ISE) è un tipo particolare di elettrolita allo stato solido costituito da un materiale inorganico allo stato cristallino o vetroso che conduce ioni per diffusione attraverso il reticolo cristallino. I principali vantaggi di questa classe di elettroliti a stato solido inorganico sono l'elevata conducibilità ionica (dell'ordine di pochi mS cm−2 a temperatura ambiente), le elevate proprietà meccaniche (dell'ordine dei GPa) e l'elevato numero di trasporto rispetto ad altre classi di elettroliti allo stato solido. Sono generalmente fragili che porta ad una bassa compatibilità e stabilità nei confronti dell'elettrodo con una resistenza di interfaccia che aumenta rapidamente e complicazioni nel processo produttivo su larga scala. Possono essere a base di ossidi, solfuri o fosfati e le strutture cristalline includono LISICON (conduttore superionico al litio) (ad es. LGPS, LiSiPS, LiPS), argirodite (ad es Li 6 PS 5 X, X = Cl, Br, I), granati (LLZO), NASICON (conduttore superionico di sodio) (ad es. LTP, LATP, LAGP), nitruri di litio (Li3N), idruri di litio (LiBH4), perovskiti (LLTO), alogenuri di litio (LYC, LYB). Alcuni ISE possono essere ceramici allo stato vetroso che assumono uno stato amorfo anziché una normale struttura cristallina, esempi popolari sono LIPON e litio tiofosfati (Li2S–P2S5).

#### Elettrolita polimerico solido (SPE)
Gli elettroliti polimerici solidi (SPE) sono materiali polimerici privi di solvente che conducono ioni attraverso interazioni con le catene polimeriche. Rispetto agli ISE, gli SPE sono molto più facili da sintetizzare, generalmente mediante casting, rendendoli compatibili con un'implementazione su larga scala. Inoltre, possedendo una maggiore elasticità e plasticità sono in grado di stabilizzare l'interfaccia, sono flessibili e resistono alle variazioni di volume degli elettrodi durante il funzionamento. Le caratteristiche del materiale polimerico per un'efficace dissoluzione del sali sono bassa temperatura di transizione vetrosa (Tg), compatibilità elettrochimica con i più comuni materiali per elettrodi, un basso grado di cristallinità, stabilità meccanica e termica. Tuttavia la conducibilità ionica risulta inferiore agli ISE, limitando una ricarica ad alte densità di corrente. L'SPE a base PEO è il primo polimero a stato solido in cui la conduttività ionica è stata dimostrata attraverso "hopping" degli ioni grazie al movimento delle catene polimeriche (segmental motion) causa della grande capacità di complessazione ionica dell'etere; tuttavia offre una bassa conducibilità ionica a temperatura ambiente (10−5 S cm−1) a causa dell'elevato grado di cristallinità. Le principali alternative agli SPE a base di PEO sono i policarbonati, i poliesteri, i polinitrili (ad es. PAN), polialcoli (PVA), poliammine (PEI), polisilossani (PDMS) e fluoropolimeri (PVDF, PVDF-HFP). I biopolimeri come la lignina, il chitosano e la cellulosa stanno anche ottenendo molto interesse come SPE o miscelati con altri polimeri, da un lato per la loro sostenibilità ambientale e dall'altro per la loro elevata capacità di complessazione dei sali. Inoltre, vengono considerate diverse strategie per aumentare la conduttività ionica degli SPE e aumentare il rapporto amorfoso-cristallino. Con l'introduzione di particelle come fillers all'interno della soluzione polimerica si ottiene un elettrolita polimerico composito (CPE), le particelle possono essere inerti alla conduzione di Li+ (Al2O3, TiO2, SiO2, MgO, zeolite, montmorillonite,...), con l'unico scopo di ridurre la cristallinità, o attivo (LLTO, LLZO, LATP...). Copolimerizzazione, reticolazione, compenetrazione, e miscelazione sono tutte strategie che possono essere utili a modificare le proprietà degli SPE e ottenere prestazioni migliori, introducendo nelle catene polimeriche gruppi polari come eteri, carbonili o nitrili migliorano la dissoluzione del sale.

### Elettrolita a stato quasi solido
Spesso confusi con gli SPE, gli elettroliti a stato quasi solido (QSSE) sono anche chiamati elettroliti polimerici a gel (GPE) ma hanno un meccanismo di conduzione ionica sostanzialmente diverso: gli SPE conducono gli ioni attraverso l'interazione con i gruppi sostituenti delle catene polimeriche mentre i GPE conducono ioni principalmente nel solvente. Sono costituiti da una rete polimerica che intrappola un solvente che contiene gli ioni attivi, quindi possiede sia le proprietà meccaniche di un solido sia le elevate proprietà di trasporto ionico di un liquido. Sono stati studiati diversi GPE con un numero di matrici polimerici, utilizzando gli stessi polimeri degli elettroliti polimerici allo stato solido (PEO, PAN, PMMA, PVDF-HFP, ...) ma sintetizzati con maggiore porosità per allocare facilmente solventi organici come etilene carbonato (EC), propilene carbonato (PC), dietil carbonato (DEC), dimetil carbonato (DMC), con effetto plasticizzante. È anche possibile introdurre nella matrice altri polimeri come il poli(etilenglicole) (PEG) a basso peso molecolare o solventi organici aprotici con elevata costante dielettrica come dimetilsolfossido (DMSO). Valori di conducibilità ionica dell'ordine dei mS cm−1 possono essere facilmente raggiunti con i GPE, come dimostrato dai numerosi articoli di ricerca pubblicati sull'argomento.

## Opportunità
La grande versatilità e le proprietà di un elettrolita a stato solido ampliano le possibili applicazioni garantendo un'elevata densità di energia e una chimica più economica e sicura, principali limiti dell'attuale stato dell'arte delle batterie agli ioni di litio. In effetti, introducendo un elettrolita allo stato solido nell'architettura della batteria c'è la possibilità di utilizzare il litio metallico come materiale anodico, con la possibilità di ottenere un dispositivo ad alta densità di energia grazie alla sua elevata capacità specifica di 3860 mAh g−1. L'utilizzo di un anodo al litio metallico in un elettrolita liquido è ostacolato soprattutto a causa della crescita dendritica di un elettrodo di litio puro che provoca facilmente cortocircuiti dopo pochi cicli; altri problemi correlati sono le espansioni di volume e la reattività dell'interfaccia dell'elettrolita solido (SEI). L'uso di un elettrolita allo stato solido garantisce inoltre un contatto perfetto e omogeneo con l'elettrodo metallico di litio e possiede proprietà meccaniche tali da impedire la deposizione incontrollata di ioni Li+ durante la fase di carica. Allo stesso tempo, un elettrolita allo stato solido trova un'applicazione molto promettente nelle batterie al litio-zolfo risolvendo il problema chiave dell'effetto "shuttle" dei polisolfuri che provoca rapidamente una riduzione della capacità a seguito della dissoluzione dei polisolfuri nell'elettrolita.